# 史達林紀念碑

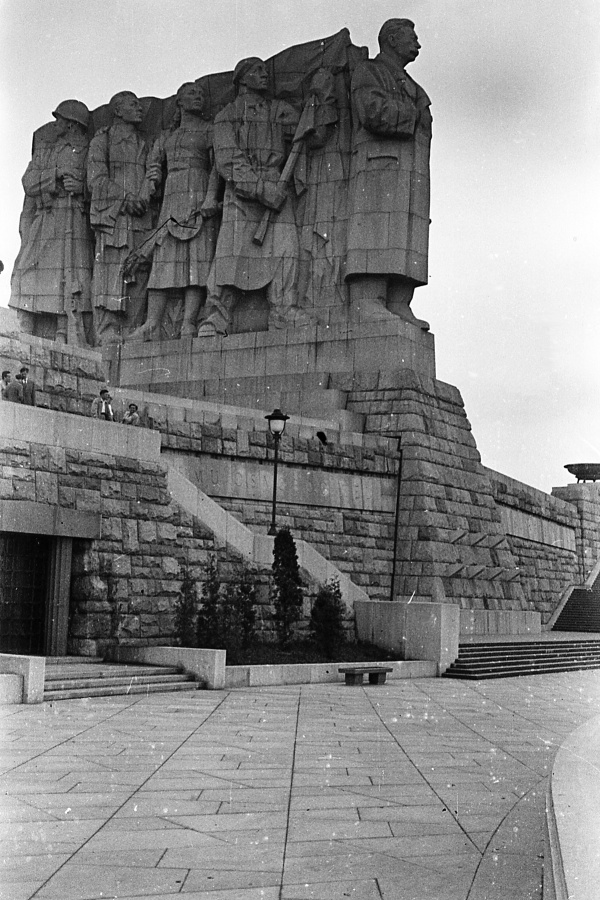

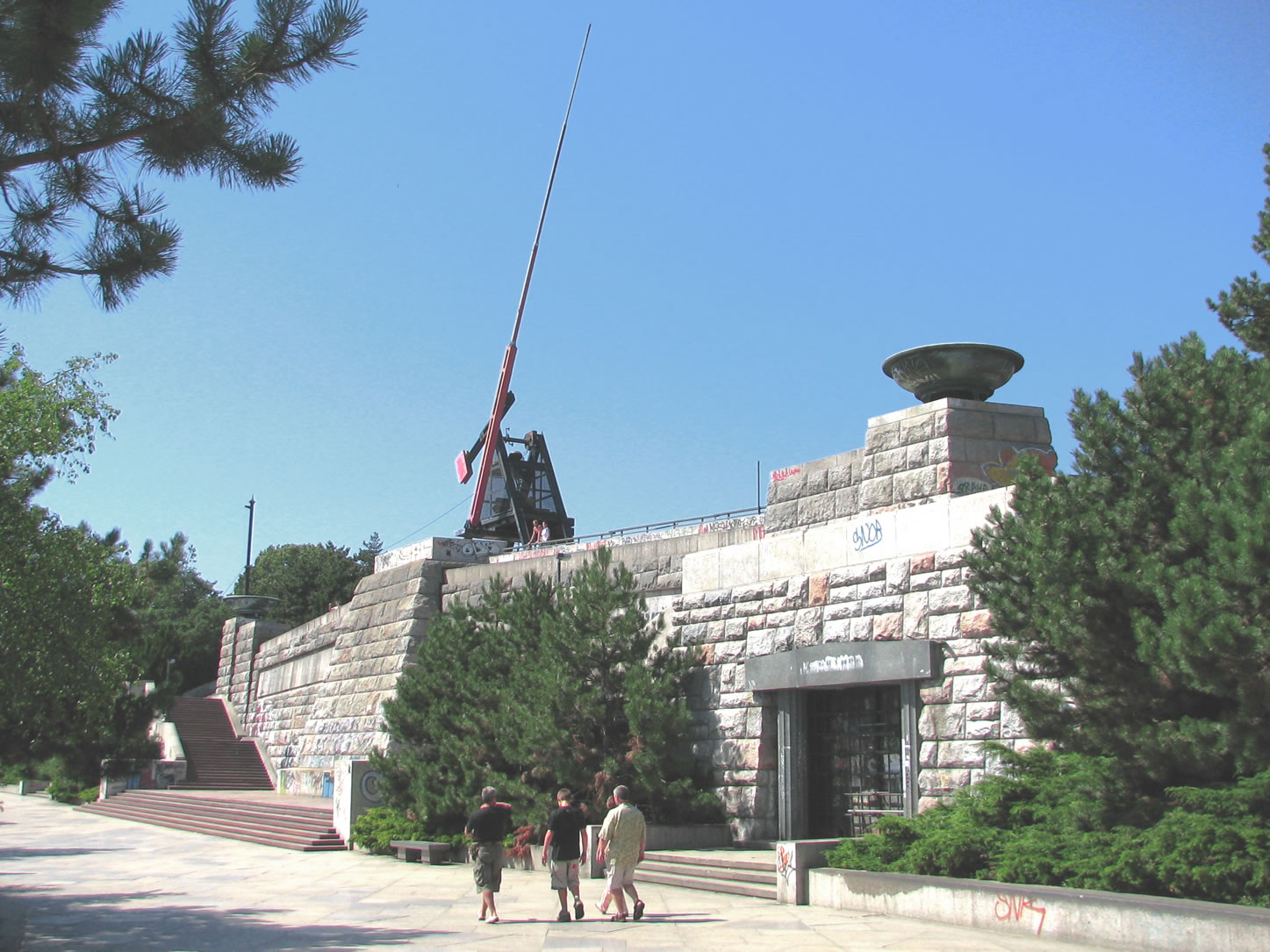
現為布拉格節拍器

斯大林纪念碑 是位於捷克首都布拉格的一個雕像，竣工於1955年5月1日。斯大林纪念碑碑曾經是世界上最大的斯大林雕像，高15.5米，長22米。不過在紀念碑竣工之後不久，蘇聯的批判史達林運動就開始了，紀念碑也因此變得十分尷尬。1962年，斯大林纪念碑被捷克斯洛伐克共產黨拆除，拆除時使用了800公斤的炸藥。斯大林纪念碑現地址為布拉格節拍器。